# Pheidole symbiotica
Pheidole symbiotica är en myrart som beskrevs av Erich Wasmann 1909. Pheidole symbiotica ingår i släktet Pheidole och familjen myror. Inga underarter finns listade i Catalogue of Life.